# Sekretarz spraw weteranów Stanów Zjednoczonych
Sekretarz Spraw Weteranów Stanów Zjednoczonych (ang. United States Secretary of Veterans Affairs) – szef Departamentu Spraw Weteranów (United States Department of Veterans Affairs), który jest odpowiedzialny za sprawy programów przeznaczonych dla weteranów wojennych i ich rodzin (w tym opieką zdrowotną oraz socjalną).
Z racji tego, iż departament jest jednym z resortów rządowych (jak departament stanu, skarbu czy obrony), sekretarz spraw weteranów jest członkiem gabinetu prezydenckiego, oraz jest umiejscowiony w linii sukcesji prezydenckiej (na przedostatnim miejscu). Co prawda Departament Bezpieczeństwa Krajowego został utworzony później, ale decyzją zatwierdzoną przez Senat jego szef, czyli sekretarz bezpieczeństwa krajowego, mimo iż również stoi na czele „ministerstwa” oraz jest członkiem gabinetu, został wyłączony z prawa do sukcesji. Również w kolejności precedencji znajduje się tuż za sekretarzem spraw weteranów.
Zanim utworzono odrębny departament, istniała Administracja Spraw Weteranów (Veteran Administration), która nie miała rangi resortu, więc jej kierownik nie był członkiem gabinetu. Departament utworzono w 1989 roku.

## Lista sekretarzy
| Nr | Zdjęcie     | Nazwisko                   | Kadencja               | Kadencja            | Prezydent USA    |
| Nr | Zdjęcie     | Nazwisko                   | Od                     | Do                  | Prezydent USA    |
| -- | ----------- | -------------------------- | ---------------------- | ------------------- | ---------------- |
| 1  |             | Edward Joseph Derwinski    | 15 marca 1989          | 26 września 1992    | George H.W. Bush |
|    |             | Anthony Principi (p.o.)    | 26 września 1992       | 20 stycznia 1993    | George H.W. Bush |
| 2  |             | Jesse Brown                | 22 stycznia 1993       | 1 lipca 1997        | Bill Clinton     |
|    |             | Hershel Gober (p.o.)       | 1 lipca 1997           | 2 stycznia 1998     | Bill Clinton     |
| 3  |             | Togo D. West Jr.           | 2 stycznia 1998 (p.o.) | 5 maja 1998 (p.o.)  | Bill Clinton     |
| 3  | 5 maja 1998 | Togo D. West Jr.           | 25 lipca 2000          |                     | Bill Clinton     |
|    |             | Hershel Gober (p.o.)       | 25 lipca 2000          | 20 stycznia 2001    | Bill Clinton     |
| 4  |             | Anthony Principi           | 23 stycznia 2001       | 26 stycznia 2005    | George W. Bush   |
| 5  |             | Jim Nicholson              | 26 stycznia 2005       | 1 października 2007 | George W. Bush   |
|    |             | Gordon H. Mansfield (p.o.) | 1 października 2007    | 20 grudnia 2007     | George W. Bush   |
| 6  |             | James Peake                | 20 grudnia 2007        | 20 stycznia 2009    | George W. Bush   |
| 7  |             | Eric Shinseki              | 20 stycznia 2009       | 30 maja 2014        | Barack Obama     |
|    |             | Sloan Gibson (p.o.)        | 30 maja 2014           | 30 lipca 2014       | Barack Obama     |
| 8  |             | Robert A. McDonald         | 30 lipca 2014          | 20 stycznia 2017    | Barack Obama     |
|    |             | Robert Snyder (p.o.)       | 20 stycznia 2017       | 14 lutego 2017      | Donald Trump     |
| 9  |             | David Shulkin              | 14 lutego 2017         | 28 marca 2018       | Donald Trump     |
|    |             | Robert Wilkie (p.o.)       | 28 marca 2018          | 29 maja 2018        | Donald Trump     |
|    |             | Peter O’Rourke (p.o.)      | 29 maja 2018           | 30 lipca 2018       | Donald Trump     |
| 10 |             | Robert Wilkie              | 30 lipca 2018          | 20 stycznia 2021    | Donald Trump     |
|    |             | Dat Tran (p.o.)            | 20 stycznia 2021       | 8 lutego 2021       | Joe Biden        |
| 11 |             | Denis McDonough            | 9 lutego 2021          | 20 stycznia 2025    | Joe Biden        |
|    |             | Todd B. Hunter (p.o.)      | 20 stycznia 2025       | 5 lutego 2025       | Donald Trump     |
| 12 |             | Doug Collins               | 5 lutego 2025          | nadal               | Donald Trump     |